# ГАЗ-21
ГАЗ-М-21 «Волга» — радянський автомобіль середнього класу, серійно вироблявся на Горьківському автомобільному заводі з 1956 по 1970 рік.

## Розробка

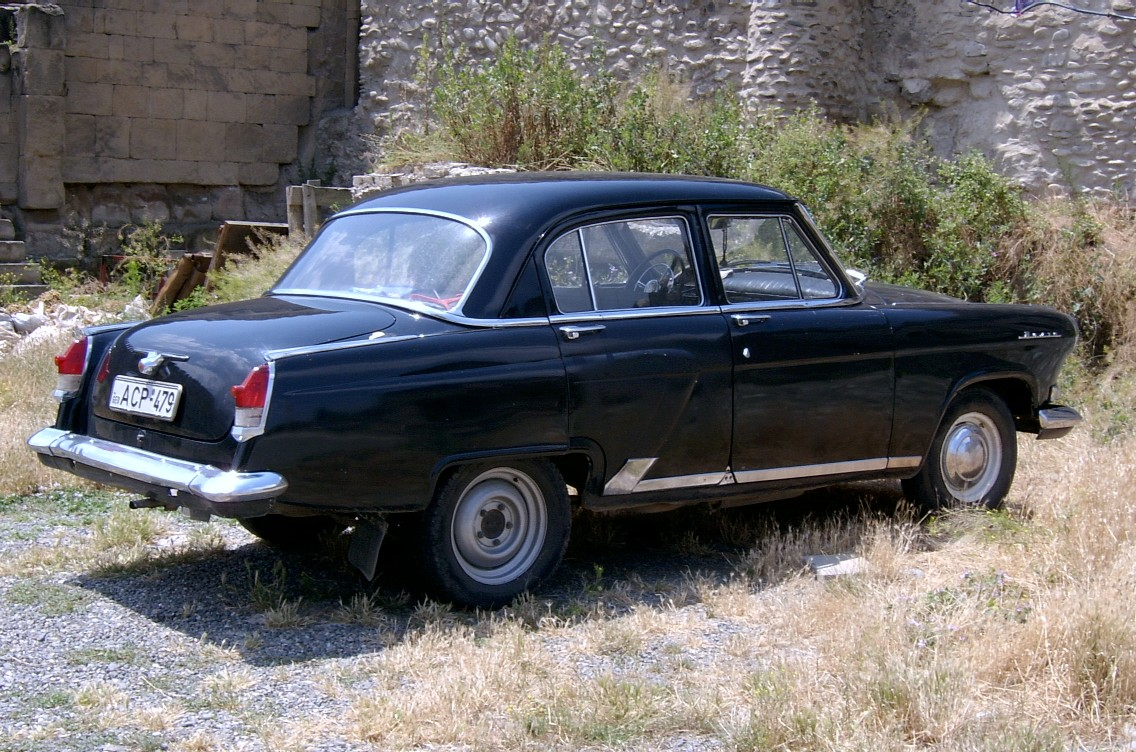
ГАЗ M-21 «Волга» — загальний вигляд автомобіля

### Передісторія
З 1946 ГАЗ випускав легковий автомобіль ГАЗ-М20 «Побєда» (з рос. «Перемога»). На момент початку виробництва «Побєда» відрізнялася досить сучасною конструкцією і передовим дизайном. Активну участь в розробці дизайну брав Лев Єремєєв, який не оминув увагою  Ford Mainline.
Однак до початку наступного десятиліття зовнішній вигляд її поступово став застарівати, агрегатна частина також відстала від рівня світових лідерів. Назрівала необхідність замінити її сучаснішої технічно і досконалої візуально моделлю - Ford Customline 1952 - 1956.

### Початковий період
В основу технічного завдання на автомобіль лягли проекти «Побєди» другого покоління, зокрема — було використано те ж компонування з винесеним трохи вперед пасажирським салоном, що в поєднанні зі зменшенням розмірності коліс з 16 до 15 дозволяло зробити його просторішим при тій же колісній базі, практично прибрати характерні для ГАЗ-М-20 виступаючі в салон арки задніх коліс. Разом з тим, новий автомобіль повинен був представляти собою ще один крок вперед у порівнянні з "Побєдою II ", маючи сучасніший дизайн, повністю новий двигун і, за оригінальним задумом, автоматичну коробку перемикання передач, що повинно було значно полегшити управління для індивідуального власника.
Вимоги до автомобіля з самого початку були досить специфічними з огляду об'єктивного обліку умов виробництва і експлуатації автотранспорту в СРСР. Майбутня «Волга» повинна була бути сучасним, динамічним, комфортабельним автомобілем, здатним розвивати високі для тих часів швидкості на шосейних дорогах з «вдосконаленим» покриттям при досить високій економічності, і при цьому — успішно справлятися з ділянками важкого бездоріжжя, які аж ніяк не були у ті роки рідкістю, бути конструктивно простою і не вимагати особливо високої кваліфікації обслуговчого персоналу. Зрозуміло, це не могло не привести до певних компромісів у конструкції. У результаті «Волга» поєднувала передові технічні рішення начебто суцільноалюмінієвого двигуна з мокрими гільзами і автоматичної коробки передач з відверто консервативними, якщо не сказати архаїчними, такими, як шкворнева передня підвіска або важелеві амортизатори.
Як основні відмінні риси щодо попередньої моделі — «Побєди», спочатку закладені в проект майбутньої «Волги», можна відзначити:
- тримальний кузов — триоб'ємний «седан» збільшених габаритів з просторішим і комфортабельним салоном;
- панорамні суцільні лобове і заднє скла;
- суцільноалюмінієвий чотирициліндровий двигун значно (майже в півтора рази) збільшеної, в порівнянні з «Побєдою», потужності;
- автоматичну гідромеханічну коробку перемикання передач;
- гідропривід зчеплення на варіанті з механічною коробкою передач;
- триопорний карданний вал;
- гіпоїдний задній міст з напіврозвантаженними півосями;
- роздільні гідроциліндри гальмівних колодок передніх гальмівних механізмів (в задніх гальмах обидві колодки приводилися в дію одним загальним гідроциліндром).

З 1952 року велася паралельна робота над двома незалежними проектами ГАЗ-М-21 під девізами «Звєзда» (дизайнер — Джон Вільямс) і «Волга» (дизайнер — Лев Єремєєв).
В 1953 році були готові макети обох машин. «Звєзда» за цей період пройшла через кілька ітерацій дизайнерських змін, врешті-решт перетворившись по суті в повний аналог «Волги» від задніх дверей вперед. Проте, трьохоб'ємний седан Єремєєва був ближче до виробничих реалій і виглядав більш традиційно, а з урахуванням подальшого розвитку автомобільного дизайну — і більш перспективно, так що, в кінцевому підсумку, робота була продовжена саме над «Волгою».
З 1953 року провідним конструктором по машині був призначений А. Невзоров, а головним конструктором заводу протягом більшої частини проектування автомобіля був Н. І. Борисов.

### Дизайн
Дизайн «Волги» склався вже на ранньому етапі розробки. Його автор, досвідчений художник-конструктор Лев Єремєєв, спираючись на тенденції світової автомобільної моди тих років — в першу чергу, американського «стайлінгу», в якому на той момент домінували авіаційні і, частково, ракетно-космічні мотиви, — зумів створити цілком виразний образ сучасного, динамічного і досить елегантного автомобіля з досить складною пластикою кузова, певною мірою протилежний переважно утилітарно-функціональній зовнішності «Побєди» чи великоваговій стилістиці ГАЗ-12 "ЗіМ" і легкових ЗІС-110.
З погляду світового автомобілебудування тих років, зовнішність автомобіля була порівняно стриманою і практично не містила яких-небудь елементів, котрі б сильно її виділяли на загальному фоні тодішнього стилю — досить порівняти її з тогочасними іноземними аналогами. Але за радянськими мірками «Волга», на момент початку свого виробництва завдяки характеру вибраних поверхонь, ліній і декоративних елементів, виглядала досить свіжо, сміливо і незвично.
В цілому, за своїм рівнем, дизайн прототипів М-21 перевершував значну частину серійних іноземних моделей 1953—1954 модельних років, тобто, періоду її розробки. Однак, до моменту початку серійного виробництва за світовими мірками, дизайн «Волги» вже став як мінімум рядовим, і на тлі серійних іномарок тих років вже особливо не виділявся. За стандартами Північної Америки, вже на 1958 модельний рік «Волга» була автомобілем з безнадійно застарілим дизайном. До кінця ж свого випуску, «Волга» виглядала архаїчно навіть у порівнянні з іншими радянськими легковими автомобілями.
Проте, враховуючи порівняно недавню появу на світ радянської автомобільної промисловості, перші повністю самостійні конструкції, які стали з'являтися лише після Другої світової війни, «Волга» ГАЗ-21 була для свого часу досить цікавим зразком з погляду техніки та дизайну, наближаючись за цими показниками до світового рівня тих років і при цьому відповідаючи специфічним умовам виробництва і експлуатації автотранспорту в СРСР.

### Постановка у виробництво
Перші серійні три екземпляри «Волги» були зібрані 10 жовтня 1956 року; вони вже мали оформлення передка «із зіркою». Усього в партії було п'ять автомобілів.
Восени і взимку 1956 року вісім «Волг» пройшли 29 тисяч кілометрів по дорогах Росії, Прибалтики, України, Білорусі та Кавказу.
Дещо пізніше (вже в 1957 році) була випущена велика партія, а конвеєр запрацював ближче до кінця року. Перші серійні автомобілі, як тимчасовий варіант, забезпечувалися двигуном від експортного варіанту ГАЗ-69, який був (або є) форсованою версією двигуна «Побєди» (розвивав 65 к.с.). Цей двигун комплектувався тільки механічною коробкою передач. У 1958 році з певного моменту на «Волги» почали встановлювати власний двигун моделі ЗМЗ-21 і, на частину випуску, автоматичну коробку передач.
Остаточні випробування нової моделі проводилися в таксопарках по всій країні, куди були направлені автомобілі з дослідно-промислової партії (1956 — початок 1957). Під час цих випробувань було виявлено численні недоліки і недопрацювання, велика частина яких була негайно усунута. Інші або були усунені під час подальшої модернізації моделі, або так і переслідували її до закінчення «конвеєрного життя».

## Періодизація випуску

### Передсерійний випуск
У 1954-1955 був зібраний ряд прототипів, які відрізнялися один від одного деталями оформлення, двигунами і типом коробки передач (АКПП або механічна).
З унікальних рис, прототипи відрізнялися оформленням передка, трьома декоративними ребрами жорсткості, виштамповками на задніх дверях і блискучими молдингами на рамках дверей. Крім того, прототипи мали повний набір хромованого декору (хромована решітка радіатора, поясний молдинг, рамки лобового і заднього скла), який в серійному виробництві перейшов у категорію додаткового обладнання, що встановлюється на замовлення і на експортні машини. Салон автомобілів-прототипів істотно відрізнявся від серійних автомобілів, до того ж, відомо кілька варіантів його оформлення з істотними (суттєвими) відмінностями.

### «Серії» ГАЗ-21
Для розрізнення наступних випусків ГАЗ-21 сьогодні прийнято позначення «серій», або «випусків». Заводом такий поділ не використовувалося і він є у великій мірі умовним.
Зважаючи на наявність великої кількості автомобілів з «нерідними» агрегатами і деталями обробки, визначити реальний рік випуску або хоча б належність до певної «серії» на око не завжди можливо. Однією з найбільш достовірних ознак, що дозволяють відрізнити один від одного різні моделі «Волги» є так званий «водосток» — він оперізує дах у вигляді жолобка, що запобігає потраплянню води в салон. У більшості випадків, замінюють їх тільки разом з кузовом, що робить їх досить надійним аргументом при визначенні року випуску конкретного автомобіля.

#### «Перша серія» (модель 1957 року)

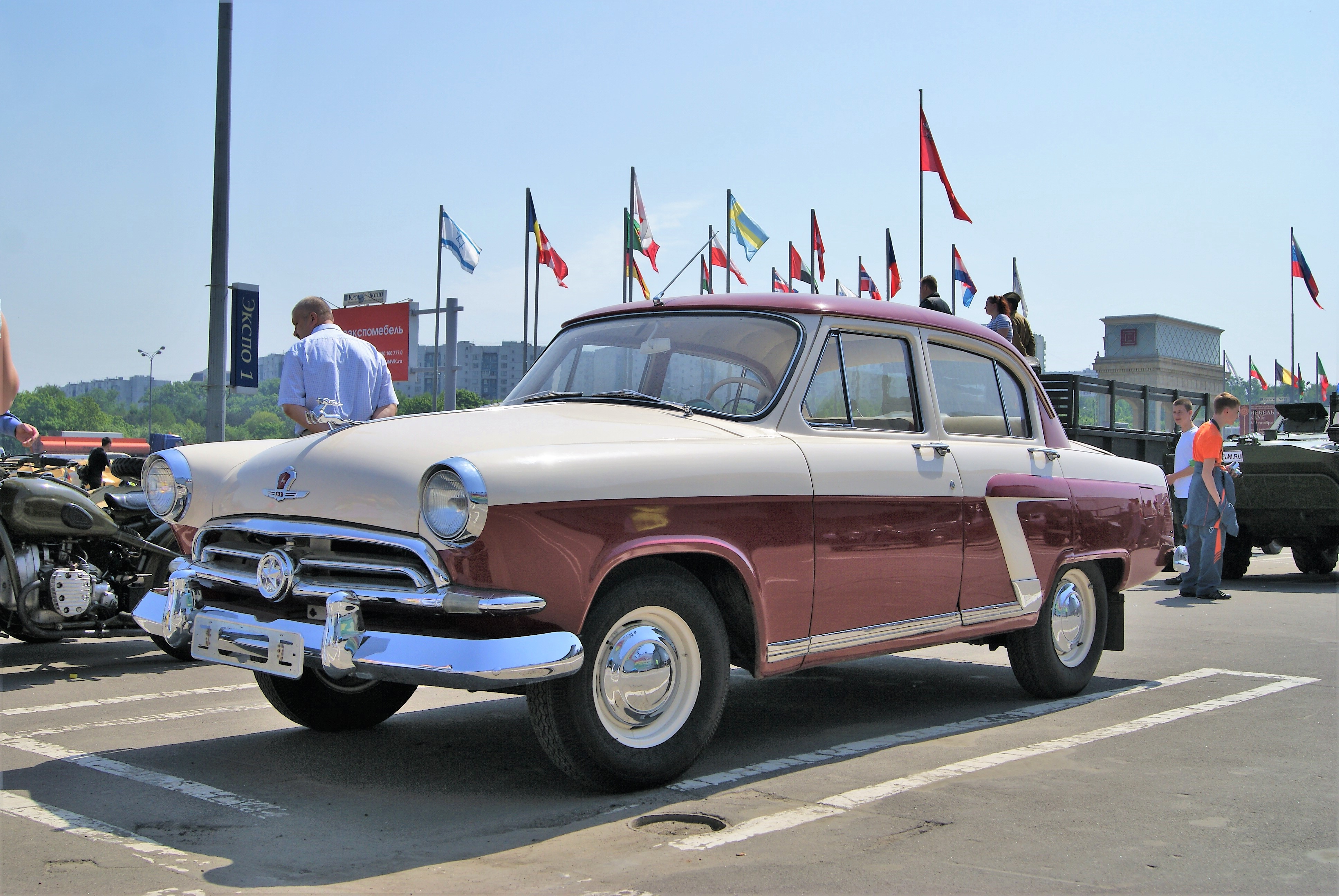
M-21 «першої серії»

Автомобілі випуску з 1956 по листопад 1958 отримали згодом назву «перша серія» (також, «перший випуск», «із зіркою»).
10 жовтня 1956 з конвеєра зійшли три перші серійні «Волги» ГАЗ-21. Усього в серії 1956 року було п'ять екземплярів. Масове виробництво почалося тільки в наступному році.

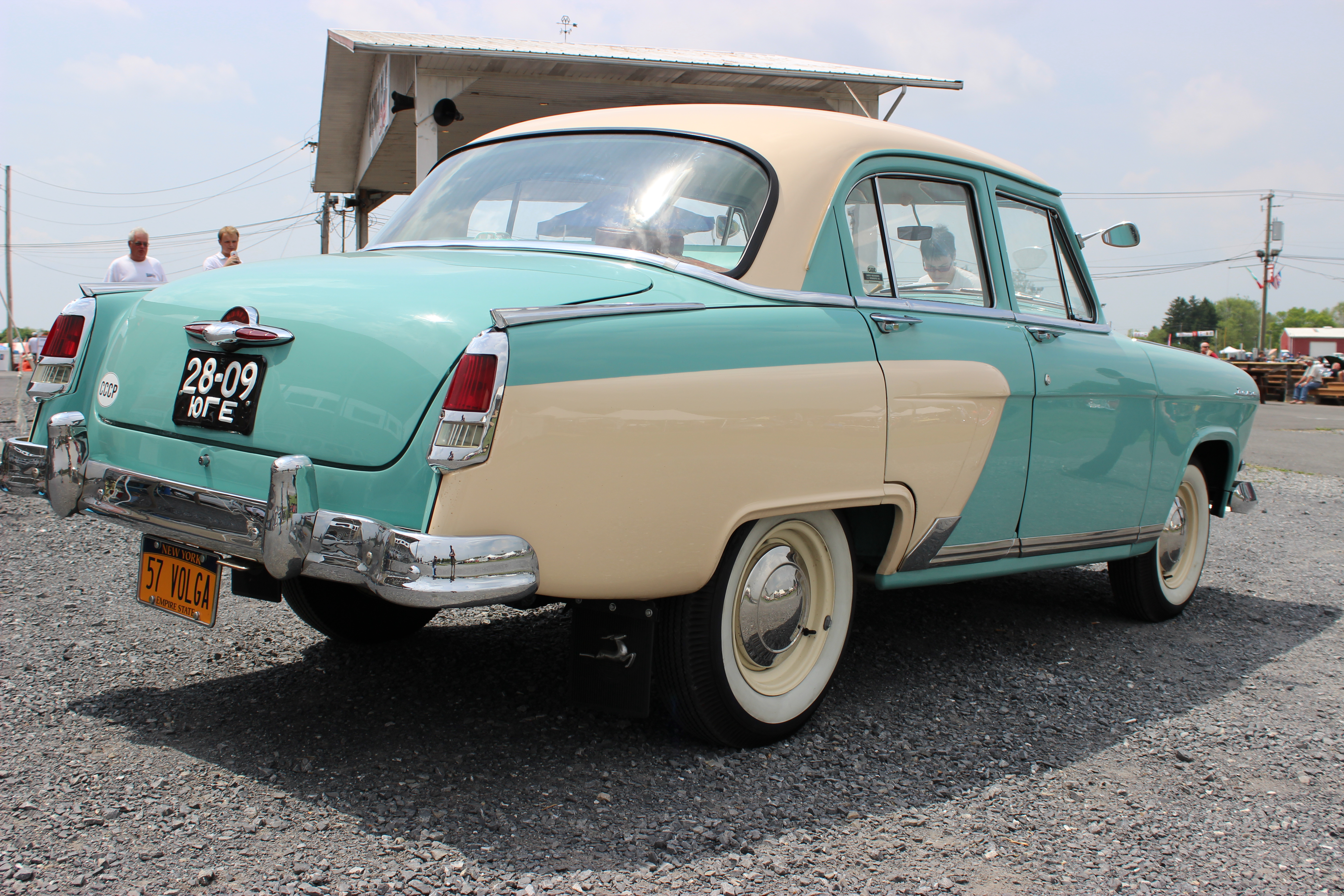

До кінця 1957 машина випускалася з форсованим нижньоклапанним двигуном від «Побєди», що мав збільшений робочий об'єм за рахунок розточування циліндрів до 88 мм, і збільшену ступінь стиснення. Сьогодні це одна з найрідкісніших модифікацій. Нижньоклапанний двигун комплектувався тільки механічною коробкою передач.
Влітку 1957 була закінчена підготовка виробництва власного двигуна моделі ЗМЗ-21, що поставляється щойно побудованим Заволзьким моторним заводом (2,445 л, 70 к.с.), і в кінці року завод перейшов на оснащення автомобілів цим двигуном.
Всього було випущено трохи більше 30 тисяч машин усіх модифікацій з таким оформленням.
До наших днів машин «із зіркою» в оригінальному вигляді дійшло досить небагато, основна ж маса збережених автомобілів частково перероблена в пізніші модифікації, з чим пов'язана відносно висока затребуваність «першого випуску» на ринку олдтаймерів країн СНД.
Частина машин мала двобарвне забарвлення, воно було доступним також на замовлення за додаткову плату. Кількість поєднань кольорів була вельми велика, використовувалися три типи поділу кольорів: дах одного кольору — нижня частина іншого, або — дах і нижня частина кузова до виштамповки на боковині одного кольору — інше іншого; або — дах, виштамповка на задньому крилі і двері одного кольору, решта машини іншого.

##### Основні модифікації
- ГАЗ-М-21Г — з форсованим двигуном від «Побєди»,
- ГАЗ-М-21Б — з форсованим двигуном від «Побєди», таксі.
- ГАЗ-М-21 — двигун 2,445 л і АКПП,
- ГАЗ-М-21А — таксі на базі ГАЗ-М-21В,
- ГАЗ-М-21В — загального призначення з двигуном 2,445 л,
- ГАЗ-М-21Д — експортна з МКПП (двигун 80 к.с.), додаткові хромові елементи обробки (тільки поясний молдинг, оклади вікон з'явилися починаючи з другої серії).
- ГАЗ-М-21Е — експортна з АКПП.

#### «Друга серія» (модель 1959 року)

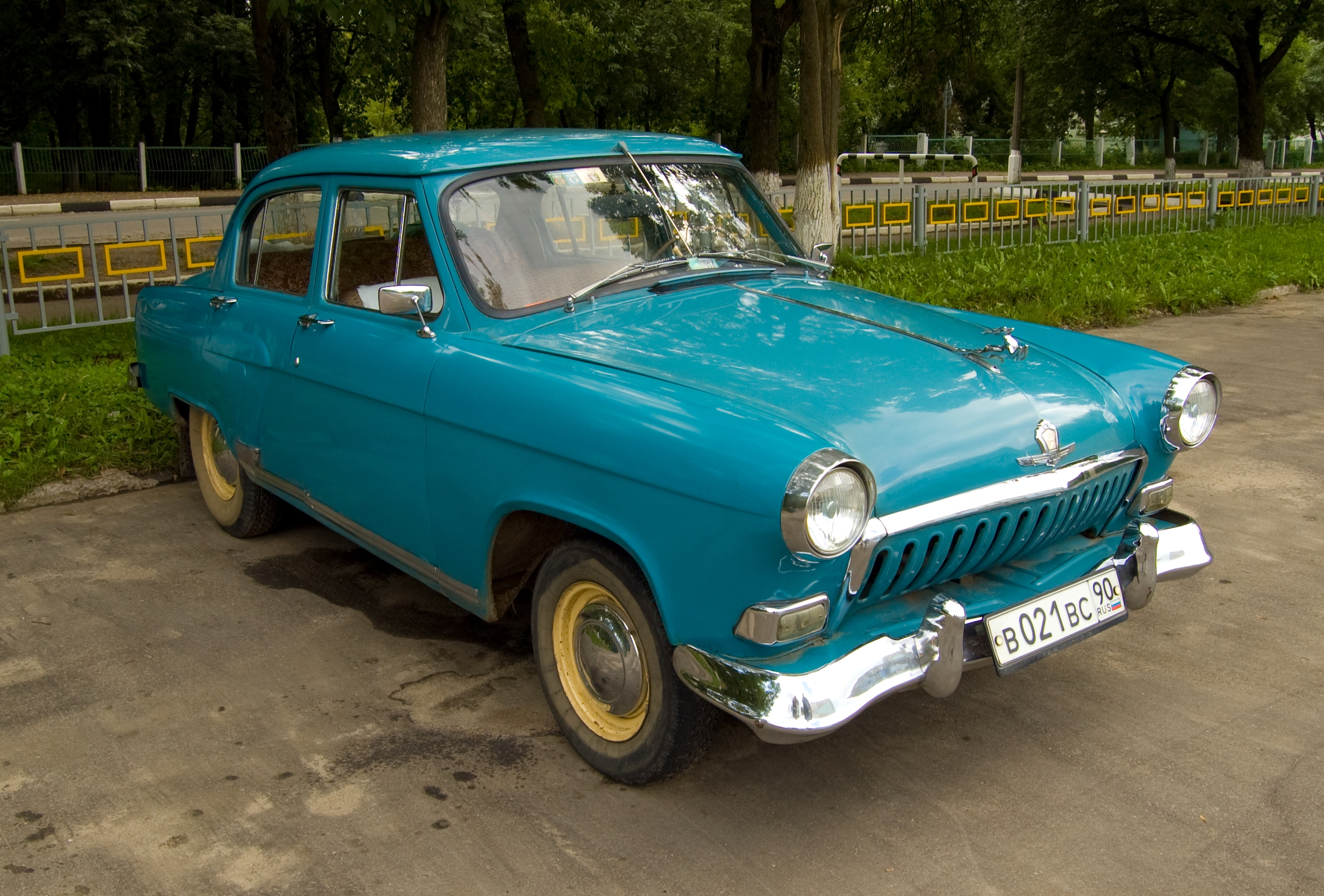
ГАЗ-21І «другого випуску»

Автомобілі випуску кінця 1958 — самого початку 1959 прийнято називати «перехідними», а випуск 1959—1962 — «другою серією» («другим випуском»).
Наприкінці 1958 автомобіль був модернізований, переважно зовні. Змінилася форма передніх крил на користь збільшення колісних арок, оформлення передка стало в цілому повторювати зовнішній вигляд одного з прототипів 1955 року (так звана «акуляча паща», з 16 прорізами решітки радіатора), відповідно, через зміну облицювання радіатора з'явився новий замок капота. Салон і механічна частина залишилися практично незмінними, хоча поступова модернізація не припинялася.

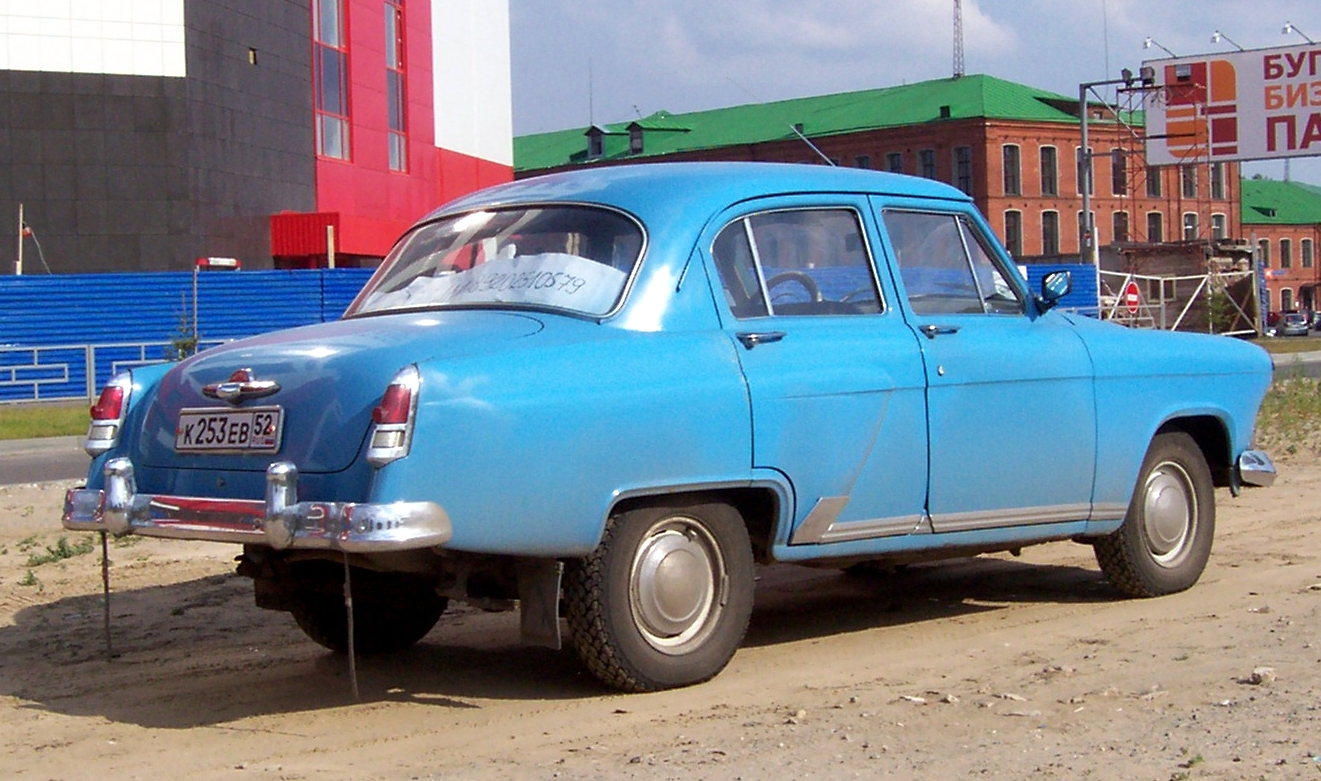

Після лютого 1959 року зовнішнє і внутрішнє оформлення автомобіля було дещо змінено, з'явилися такі деталі, як: катафоти в склі задніх ліхтарів, нова панель приладів з флокованою верхньою частиною для уникнення відволікаючих водія відображень на лобовому склі і більш багато оформленим приймачем (з вертикально розташованим гучномовцем, закритим тонкою металевою сіткою в декоративній хромованої рамці з силуміну), омивач лобового скла. Як і в будь-якої модернізації, були й інші, малопомітні «неозброєним поглядом», зміни.
Модернізація вузлів і агрегатів автомобіля сталася в 1960 році. Машина отримала сучасну проводку з «мінусом» на масі (до цього на масі був «плюс»). Кузов був посилений за рахунок встановлення спеціальних підсилювачів.
Всього було випущено трохи більше 140 тисяч машин усіх модифікацій. Частина автомобілів «другого випуску», як і «першого», мала з заводу двобарвне забарвлення.

##### Expo '58
За даними багатьох джерел, «Волга» отримала Гран-прі на виставці «Експо'58» в Брюсселі. На дипломі вміщено зображення моделі 1958 року (відомої як «переходка» (перехідна)), однак детальніше вивчення фактів показує, що отримала Гран-Прі не тільки «Волга», а весь радянський стенд.
Конкретна роль самої «Волги» в отриманні радянською експозицією цієї нагороди досі залишається до кінця нез'ясованою, що не заважало активно і цілком успішно використовувати цей факт для просування «Волги» та інших радянських моделей на західних ринках.
Судячи за фотографіями радянського павільйону, представлена на стенді «Волга» мала двоколірне червоно-біле забарвлення і шини з білими боковинами.

##### Основні модифікації
- ГАЗ-М-21І — базовий седан,
- ГАЗ-М-21А — таксі,
- ГАЗ-М-21 — версія з АКПП (значилася у виробничій програмі, але реально випущені екземпляри не відомі),
- ГАЗ-М-21Е — версія з АКПП (дуже обмежений випуск за спецзамовленням),
- ГАЗ-М-21У — поліпшена комплектація (багатше оздоблення, але зі стандартним двигуном),
- ГАЗ-М-21К — експортна (двигун 80 к.с. або 75 к.с., додаткові хромовані елементи обробки),

«Волга» ГАЗ-М-21 «другої серії» була представлена на експортному ринку і мала на ньому певний успіх.

#### «Третя серія» (модель 1962 року)

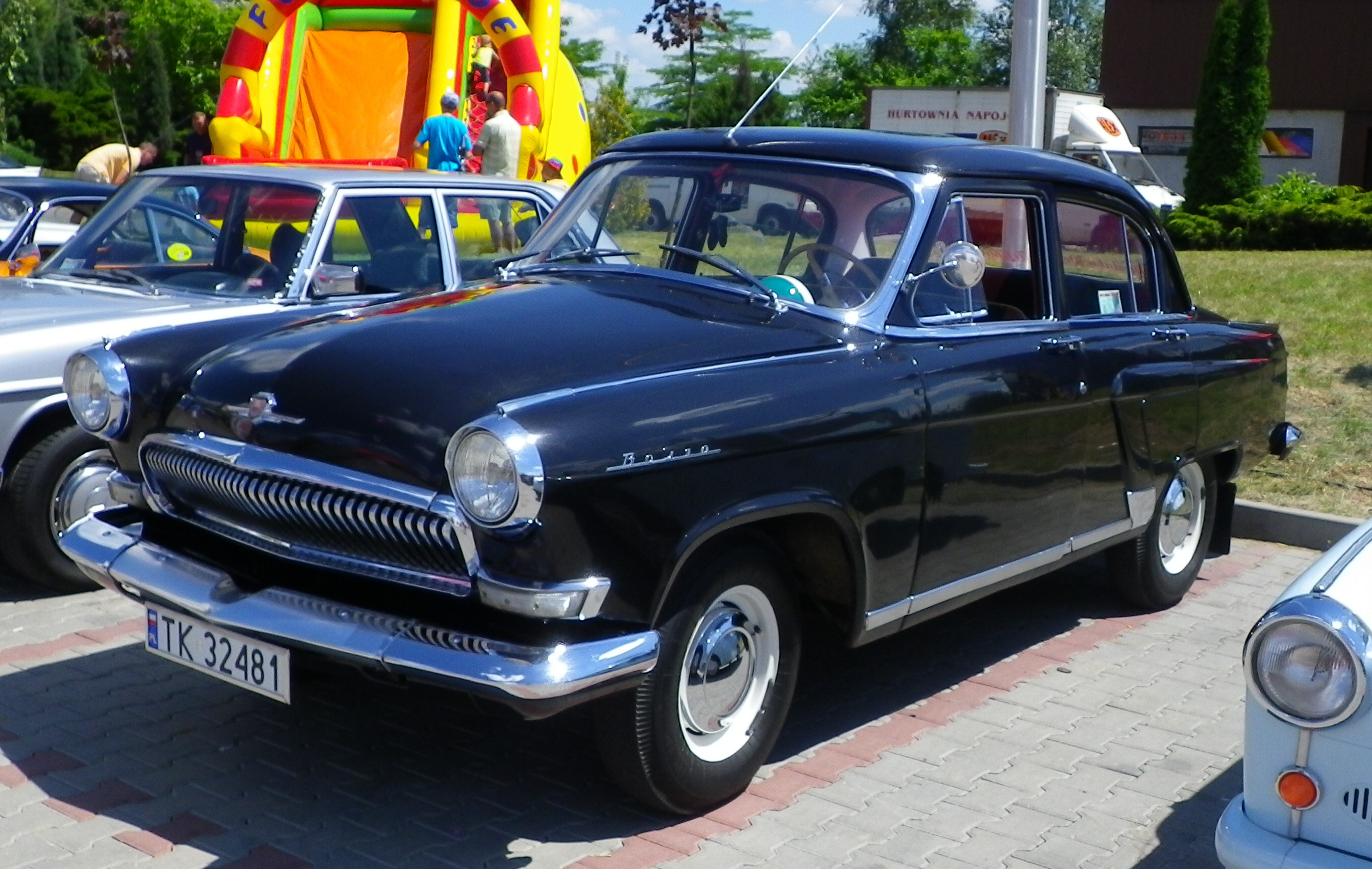
ГАЗ-21 «третього випуску»

До 1962 модельного року машина була знову модернізована, цього разу більш радикально. Модернізовані моделі отримали загальну умовну назву «третя серія». Кількісно вони найбільш поширені.
Повністю змінилося зовнішнє оформлення — з'явилася нова решітка радіатора, прозвана «китовий вус», що складалася з 37-ми вертикальних стійок (згодом такий малюнок решітки застосовувався на багатьох інших легкових моделях ГАЗ); бампери без «ікол» з горизонтальним розподілом на дві половини — нижня пофарбована у колір кузова; з капота зникла фігура оленя і молдинг (ще на пізню «другу серію» оленів ставили рідко, частіше — краплеподібну травмобезпечну декоративну деталь, «краплю»).

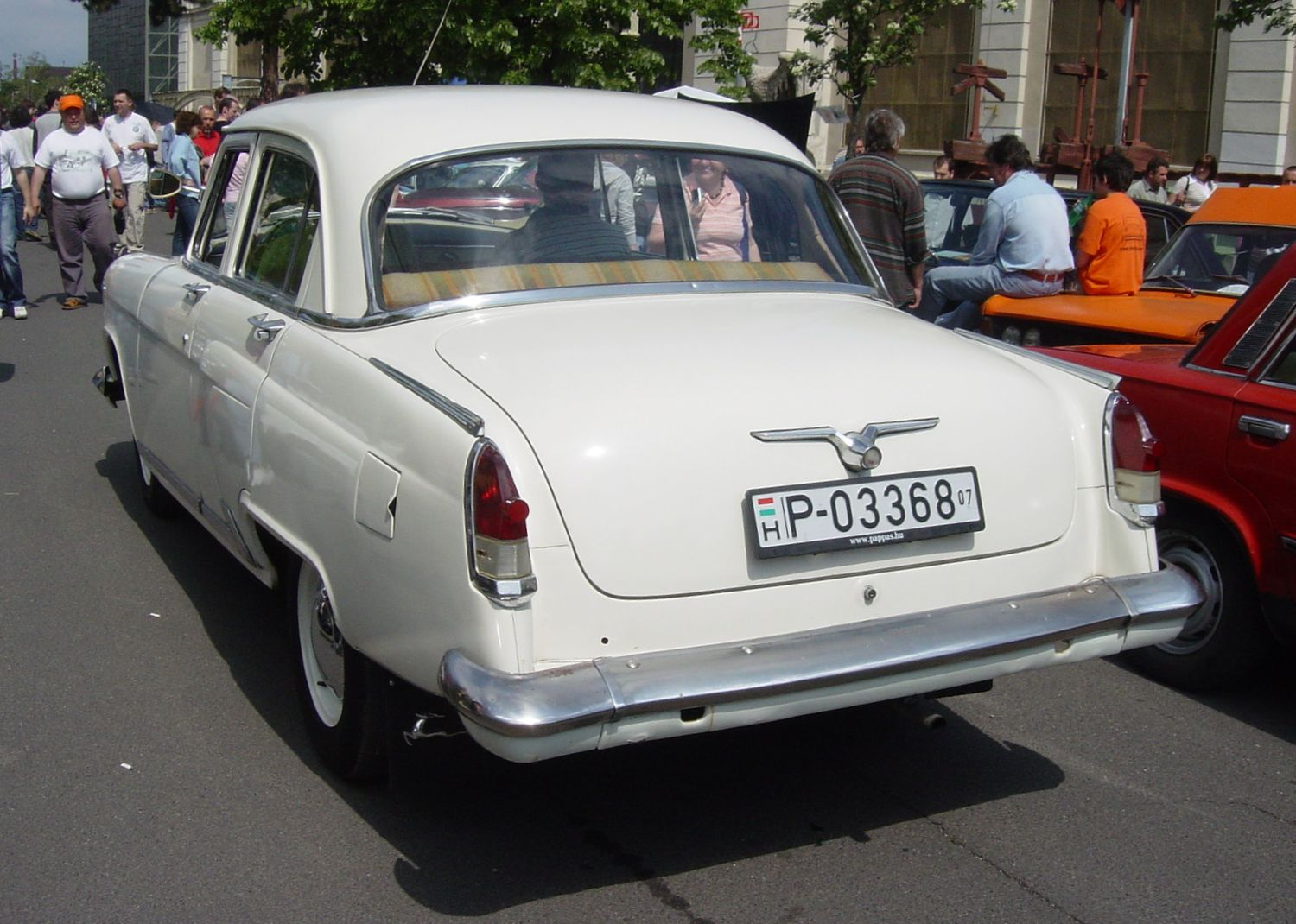

Загальна ідея дизайну «Волги» 1962 року — менше хрому, більше чистих ліній. Деякі риси стилю перегукуються з автомобілем «Чайка» ГАЗ-13, в той час як «друга серія» була стилістично достатньо близькою до попередника «Чайки» — ГАЗ-М-12 «ЗіМ».
Прототипи моделі 1962 мали й інші відмінності, але в серійне виробництво заплановані зміни були запущені не в повному обсязі, або в трохи зміненому вигляді.
Двигун став трохи потужнішим (75 к.с.), важільні амортизатори замінені на телескопічні, з виробничої програми була прибрана версія з АКПП. Салон був дещо модернізований — змінено оформлення, з'явилися нові більш довговічні матеріали для обробки (шкірзам — повінол для стелі, нова вовняна тканина для диванів).
На ранніх автомобілях цієї моделі водостоки були короткими, як на II серії. Пізніше (приблизно з 1963) на машинах звичайної комплектації з'явилися довгі водостоки, які доходять до задніх крил, а поліпшеної — такі ж, але трохи обрізані для установки поясного молдинга.
Крім того, з 1962 перейшли на міцнішу суцільну боковину кузова, натомість більш ранньої, звареної з окремих деталей (цей перехід відбувся ще тоді, коли машини випускалися в оформленні II серії).
Двоколірне забарвлення «із заводу» практично не зустрічалася на автомобілях «третьої серії», за винятком таксі з дахом контрастного кольору (зазвичай червоного або жовтого) — так іноді фарбували автомобілі, які надходили в такоспарки, що пройшли капремонт на ремзаводі. Серед таксистів такі машини мали прізвисько «червона шапочка».

##### Основні модифікації
- ГАЗ-М-21Л — базовий седан,
- ГАЗ-М-21М — експортна,
- ГАЗ-М-21У — поліпшена комплектація (до комплектації додалися хромові декоративні молдинги на крилах — на передніх у вигляді стріл і на задніх — у формі плавців),
- ГАЗ-М21Т — таксомотор, мав роздільні передні сидіння для перевезення великогабаритних вантажів.

Крім того, на базі ГАЗ-21 третьої серії випускалися самостійні моделі:
- ГАЗ-22 — універсал (прототипи і перші серійні екземпляри можливо мали оформлення другої серії), на базі якого випускалася карета швидкої допомоги.
- ГАЗ-23 — машина супроводу («швидкохідна модифікація», «догонялки»), з двигуном і автоматичною коробкою передач від лімузина «Чайка» ГАЗ-13 (V8, 5,53 л, 160, пізніше 195 к.с.) і посиленими кузовом і ходовою частиною, яка випускалася згодом у вкрай обмежених кількостях (за інформацією дослідника питання Дмитра Гвоздьова [Архівовано 2 березня 2012 у Wayback Machine.], 608 примірників) для потреб КДБ та інших силових відомств,
- Фургон ГАЗ-22А, створений в 1961 році. У серію не пішов, але за його зразком будували фургони авторемонтні заводи.

В 1965 році автомобіль був в останній раз незначно модернізований. Було покращено опалення салону і дещо змінено зовнішнє оформлення. Змінилося позначення моделі з ГАЗ-М-21 на просто ГАЗ-21.
Основні модифікації змінили назви:
- ГАЗ-21Р — базова,
- ГАЗ-21С — експортна (85 к.с.),
- ГАЗ-21УС — з поліпшеним оформленням для внутрішнього ринку і (частково) експортного ринку (75 к.с.),
- ГАЗ-21Т — таксі,
- ГАЗ-21ТС — експортний варіант таксі.

У такому вигляді машина випускалася до 15 липня 1970 (з 1968 — паралельно з виробництвом нової «Волги» ГАЗ-24 випускалася малими партіями), останнім зійшов з конвеєра ГАЗ−21УС антрацитового кольору.
Всього машин третьої серії до 1970 року було випущено близько 470 тисяч.

## Модифікації

### Основні модифікації ГАЗ-21
- ГАЗ-М-21 — седан моделі 1957 року з АКПП;
- ГАЗ-М-21А — 1957—1958, таксі моделі 1957;
- ГАЗ-М-21АЮ — 1959—1958, тропічний варіант таксі моделі 1957;
- ГАЗ-М-21А — 1959—1962, таксі моделі 1959;
- ГАЗ-М-21АЮ — 1959—1962, тропічний варіант таксі моделі 1959;
- ГАЗ-М-21Б — 1957, таксі моделі 1957 з нижньоклапанним двигуном;
- ГАЗ-М-21В — 1957—1958, базовий седан моделі 1957;
- ГАЗ-М-21ВЮ — 1957—1958, тропічний варіант моделі 1957;
- ГАЗ-М-21Г — 1956—1957, базовий седан моделі 1957 року з нижньоклапанним двигуном;
- ГАЗ-М-21ГЮ — 1956—1957, тропічний варіант моделі 1957 року з нижньоклапанним двигуном;
- ГАЗ-М-21Д — 1957—1958, експортний варіант моделі 1957;
- ГАЗ-М-21ДЮ — 1957—1958, тропічний експортний варіант моделі 1957;
- ГАЗ-М-21Е — експортний варіант моделі 1957 року з АКПП;
- ГАЗ-М-21ЕЮ — тропічний експортний варіант моделі 1957 року з АКПП;
- ГАЗ-М-21І — 1958—1962, базовий седан моделі 1958 року;
- ГАЗ-М-21К — 1959—1962, експортний варіант моделі 1958 року;
- ГАЗ-М-21КБ — 1960—1962, машинокомплект для Бельгії моделі 1958 року;
- ГАЗ-М-21КЮ — 1959—1962, тропічний експортний варіант моделі 1958 року;
- ГАЗ-М-21л — 1962—1964, базові седан моделі 1962 року;
- ГАЗ-М-21М — 1962—1964, експортний варіант моделі 1962 року;
- ГАЗ-М-21МЮ — 1962—1964, тропічний експортний варіант моделі 1962 року;
- ГАЗ-21Н — 1964 — експортний варіант моделі 1962 року з правим кермом;
- ГАЗ-21НЮ — 1964 — тропічний експортний варіант моделі 1962 року з правим кермом;
- ГАЗ-21П — експортний варіант моделі 1965 року з правим кермом;
- ГАЗ-21ПЕ — експортний варіант моделі 1965 року з правим кермом і АКПП;
- ГАЗ-21Р — 1965—1970, базовий седан моделі 1965;
- ГАЗ-21С — 1965—1970, експортний варіант моделі 1965;
- ГАЗ-21Т — 1962—1964, таксі моделі 1962 року;
- ГАЗ-21ТС — 1965—1970, таксі моделі 1965;
- ГАЗ-21У — 1959 (орієнтовно) — 1964, модифікація з поліпшеним оформленням моделей 1959 і 1962 років;
- ГАЗ-21УС — 1965—1970, модифікація з поліпшеним оформленням моделі 1965;
- ГАЗ-21Ф — експериментальна з форкамерним двигуном;
- ГАЗ-21Е — 1965—1970, седан моделі 1965 року з екранованим електроустаткуванням;

### ГАЗ-22

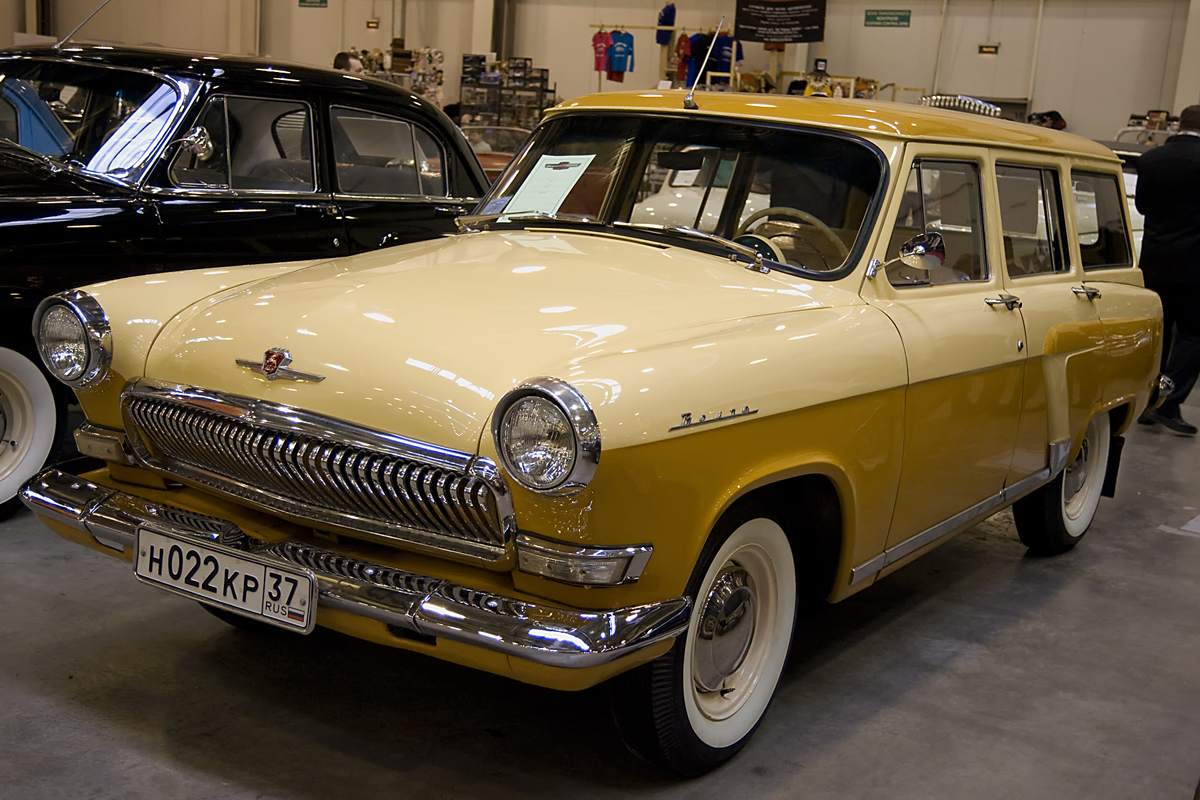
ГАЗ-22

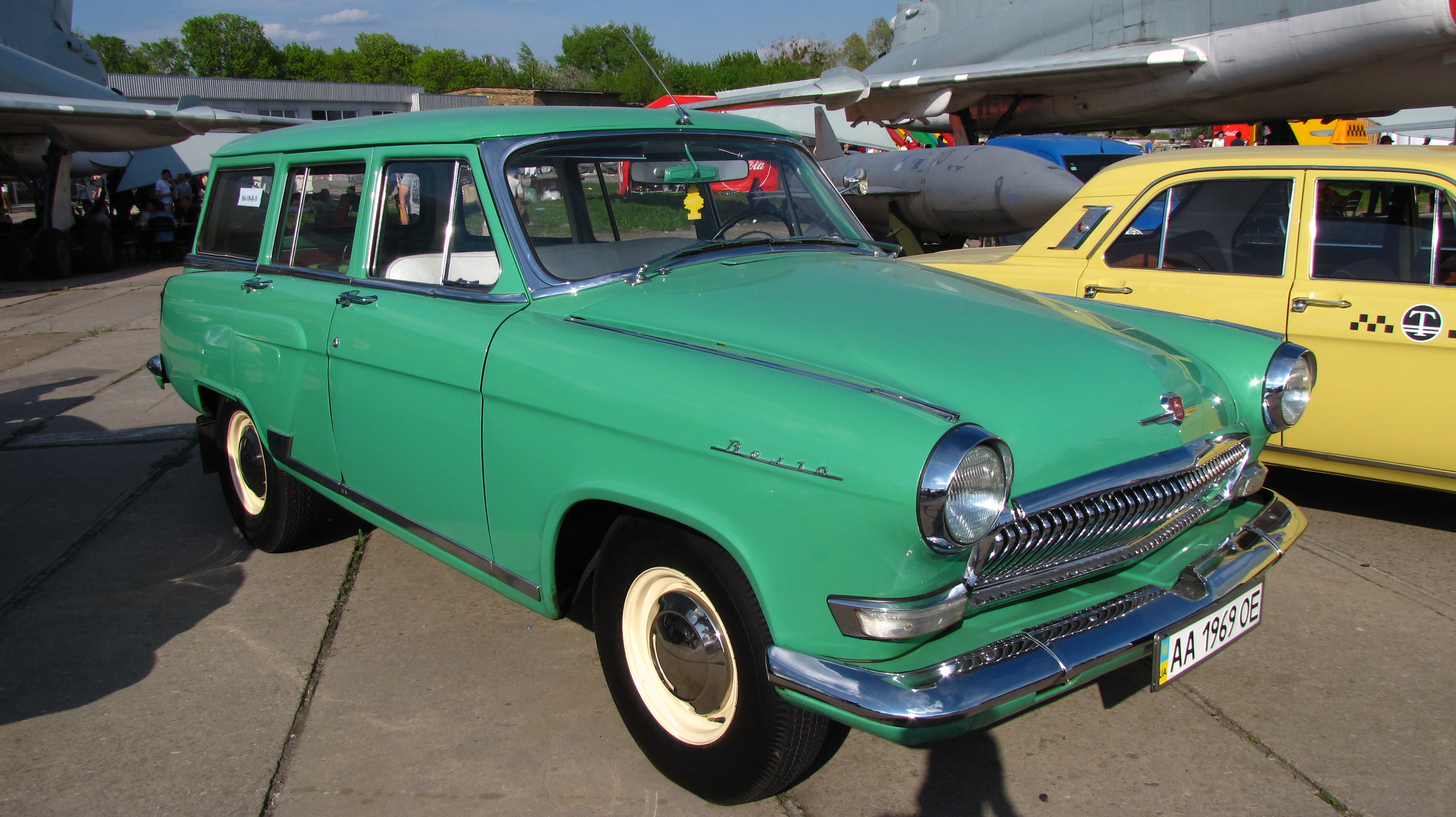
ГАЗ-22 на виставці Old Car Land у Києві

З 1962 на базі седана ГАЗ-21 випускався вантажопасажирський автомобіль з кузовом «універсал», позначався як окрема модель — ГАЗ-22.
Слід зазначити, що серійні універсали мають оформлення «третьої серії». Дослідні екземпляри мали оформлення «другої серії», але, судячи з усього, масово такі машини ніколи не випускалися або їх було випущено дуже небагато.
При складанні заднього сидіння ГАЗ-22 в кузові утворювався рівний майданчик для вантажу. У поєднанні з високою стелею це забезпечувало досить велику місткість автомобіля. Ресори були жорсткішими, ніж у седана. Вантажопідйомність становила 176 кг (при перевезенні 5 чоловік) або 400 кг (при перевезенні двох осіб).
Цікаво, що на заводі боковина кузова універсала ГАЗ-22 виготовлялася з штатної суцільно-штампованої боковини кузова ГАЗ-21 (зразка після 1961), у якої вручну відрізалась задня-верхня частина, замість якої приєднувалася окремо відштампована деталь.
Товаром народного споживання універсал ГАЗ-22 не був, тобто в особисте користування не продавався. Один з нечисленних винятків — ГАЗ-22 артиста Юрія Нікуліна, проданий йому в особливому порядку для перевезення об'ємного циркового спорядження. Практично всі випущені автомобілі розподілялися між державними організаціями, переважно — таксопарками, торговими організаціями та службою швидкої медичної допомоги. Тому кількість збережених до наших днів примірників невелика, а їх збереженість як правило дуже погана — в силу свого утилітарного призначення ці автомобілі їздять до повного зносу і мають масу переробок.
Санітарні модифікації універсалу мали кріплення для нош в кузові, мінімальне медичне обладнання. У салоні була перегородка після переднього сидіння. Салон був опалюваним і мав гарне освітлення. Зовні санітарні автомобілі відрізнялися розпізнавальними знаками (червоні хрести), матовим склом по заду, фарою-шукачем (прожектором) на лівому передньому крилі розпізнавальним вогнем з червоним хрестом на даху. Забарвлювалися в білий колір. В наш час[коли?] число збережених повністю комплектних карет швидкої допомоги на базі ГАЗ-22Б невідомо, більшість була після списання перероблено в вантажопасажирські. Версія ГАЗ-22 з повним приводом є першим у світі кросовером великого класу.

#### Основні модифікації ГАЗ-22
- ГАЗ-М-22 — 1962—1964, базовий універсал;
- ГАЗ-М-22А — перший екземпляр фургону;
- ГАЗ-М-22Б — 1962—1964, санітарний автомобіль (карета швидкої допомоги);
- ГАЗ-М-22БК — 1962—1964, санітарний автомобіль, 85 к.с.;
- ГАЗ-М-22БКЮ — 1962—1964, санітарний автомобіль, 85 к.с., тропічний варіант;
- ГАЗ-М-22БМ — 1962—1964, експортний санітарний автомобіль, 85 к.с.;
- ГАЗ-М-22БМЮ — 1962—1964, тропічний експортний санітарний автомобіль, 85 к.с.;
- ГАЗ-22В — 1965—1970, модернізований базовий універсал;
- ГАЗ-М-22Г — 1962—1965, експортний, 75 к.с.;
- ГАЗ-М-22ГЮ — 1962—1965, тропічний експортний, 75 к.с.;
- ГАЗ-22Д — 1965—1970, модернізований санітарний автомобіль;
- ГАЗ-22Е — 1965—1970, модернізований експортний санітарний автомобіль;
- ГАЗ-М-22К — 1962—1964, експортний, 75 к.с.;
- ГАЗ-М-22КЕ — 1962—1964, експортний, 75 к.с., з екранованим електроустаткуванням;
- ГАЗ-22М — 1965—1970, модернізований експортний універсал, 85 к.с.;
- ГАЗ-22МБ — 1965—1970, модернізований експортний санітарний автомобіль;
- ГАЗ-22МЮ — 1965—1970, тропічний модернізований експортний універсал, 85 к.с.;
- ГАЗ-22МЮ — 1965—1970, модернізований експортний універсал, 85 к.с.;
- ГАЗ-22Н — 1965—1970, модернізований експортний універсал, праве рульове керування;
- ГАЗ-22НЮ — 1965—1970, модернізований експортний універсал, 85 к.с., праве рульове керування;

### ГАЗ-23
З 1962 випускався швидкохідний легковий автомобіль ГАЗ-23, що відрізнявся адаптацією до установки восьмициліндрового двигуна моделі ЗМЗ-23 (на базі ЗМЗ-13 від «Чайки») об'ємом 5,53 літра з автоматичною коробкою передач.
Розробка почалася з 1959 групою під керівництвом Б. Дехтяра. При цьому був застосований ряд оригінальних конструктивних і технологічних рішень, зокрема, двигун встановлювався з нахилом вздовж осі колінвала на 2° з великою точністю для запобігання зачіпання за деталі підкапотного простору при роботі.
Двигун був від «Чайки» ГАЗ-13, але з цілою низкою унікальних деталей. Автоматична коробка передач відрізнялася від «Чайки» тільки блоком перемикання — у ГАЗ-13 використовувалися кнопки, а у ГАЗ-23 — підрульовий важіль. На частині автомобілів важіль був оформлений зовні під стандартний для ГАЗ-21 з МКПП, частина машин мала важіль і квадрант-вказівник режимів роботи від ГАЗ-М-21 з автоматичною трансмісією.
Кузов автомобіля був серйозно посилений, зокрема мав посилені наварюванням додаткових смуг металу передні лонжерони і повністю оригінальну маску радіатора, що відрізняється за формою від ГАЗ-21. Маса автомобіля зросла більш ніж на 300 кг.
У багажнику деяких екземплярів встановлювався баласт (часто зазначений як «свинцева плита») для поліпшення розподілу маси автомобіля. За іншою інформацією, установка баласту проводилася вже на місцях, і в його ролі використовувалися, зокрема, бордюрні камені.
Через жорсткий температурний режим, значно модифікована були система гальм — автомобіль отримав нові гальмівні барабани, виготовлені за оригінальною технологією, гальмівні колодки підвищеної зносостійкості, головний гальмівний циліндр оригінальної конструкції (від ГАЗ-21 з АКПП, схожий на циліндр ГАЗ-13). Застосовувалася оригінальна гальмівна рідина АСК на основі ізоамілового спирту в суміші з касторовою олією. Підсилювач гальм на ГАЗ-23 ніколи не встановлювався.
Підвіска також була модифікована. Спереду стояли посилені пружини з прутком збільшеного діаметра, а в задній підвісці — оригінальні ресори з листами збільшеної товщини (6,5 мм, у ГАЗ-21 — 6 мм крім корінного листа, який мав товщину 6,5 мм) і важелі амортизаторів, швидше всього — від ГАЗ-21 ранньої модифікації з потужнішими клапанами від «ЗіМ»-а.
Автомобіль мав одну вихлопну трубу, в яку в самому кінці випускного тракту були зведені дві труби, що йдуть від випускних колекторів двигуна (на відміну від здвоєного вихлопу на ГАЗ-13). Головна пара заднього моста була оригінальної розробки, з передавальним відношенням 3,38. Пізніше її стали ставити і на «Чайки» (до цього на них була пара з відношенням 3,58). Сам картер моста і півосі були штатними.
Максимальна швидкість з усіма цими модифікаціями за результатами випробувань перевищила 170 км/год, але в технічні умови була внесена цифра 160 км/год (ГАЗ-21 зі штатним двигуном розганялася до 130 км/год). Розгінна динаміка також значно покращилася — замість 34 секунд базового седана і 18 секунд «Чайки», ГАЗ-23 з АКПП розганявся до 100 км/год за 16 секунд.

#### Модифікації ГАЗ-23
- ГАЗ-23 — базова модель;
- ГАЗ-23А — з механічною коробкою передач (дослідна);
- ГАЗ-23А1 — зі спецобладнанням;
- ГАЗ-23Б — з поліпшеною обробкою.

Крім того, існує інформація про існування дуже невеликої кількості ГАЗ-23 в кузові ГАЗ-22 (тобто, універсалів). Наприклад, згадується, що така машина працювала у конструкторсько-експериментальному відділі (КЕВ) ГАЗ як кінознімальна машина з високими динамічними можливостями, здатна випереджати колону випробовуваної техніки для підготовки до зйомки.
Усього з 1962 по 1970 рік було випущено більше 600 таких автомобілів. За даними дослідника питання Дмитра Гвоздьова, точно 603 примірники, причому основний випуск припав на 1962, 1963, а також 1970. Більшість відомих машин було випущено в 1962 році.
Автомобіль знаходив широке застосування в Комітеті держбезпеки, зокрема, використовувався для супроводу колон урядових лімузинів «Чайка» і «ЗіЛ», а також для патрулювання на високій швидкості.
Надійність і довговічність автомобіля, всупереч чуткам, були високі, а експлуатація та обслуговування виконувалися технічно грамотними, підготовленими фахівцями, поради яких часто допомагали конструкторам автомобіля в його подальшому вдосконаленні.
Після вироблення ресурсу автомобілі списувалися, і здебільшого були знищені. Частина, однак, тим чи іншим шляхом перейшла в особисте користування громадян, завдяки чому певна кількість примірників збереглася до нашого часу. Досліднику питання і власникові одного зі збережених примірників Дмитру Гвоздьову в наш час[коли?] відомі 12 автомобілів у Росії і Україні, переважно випущених в 1962 році, з яких частина в ході експлуатації втратила оригінальні двигун і трансмісію, і тепер мають чотирициліндрові мотори.

### З поліпшеним оформленням
Автомобіль ГАЗ-21 випускався у двох варіантах оформлення, звичайному і поліпшеному. Відрізнялися вони зовнішньою обробкою — покращене оформлення містило в собі низку додаткових хромованих і нержавіючих декоративних деталей.
Модифікації з поліпшеним оформленням не тільки поставлялися на експорт, але і йшли на внутрішній ринок, більш того, так званий «експортний хром» міг встановлюватися на будь-яку машину за спеціальним замовленням на самому ж заводі. Таким чином, однозначно сказати, чи був додатковий хром на машині з заводу чи ні — в загальному випадку, не можна.
Існували й модифікації, для яких додаткова обробка була штатною (йшла в стандартній комплектації) — для експортного ринку, що мали форсований двигун, і для внутрішнього, з двигуном звичайної потужності.
Склад комплекту поліпшеного оформлення залежить від моделі автомобіля.
- У «першій серії» комплект додаткової обробки передбачав тільки поясний молдинг з хромованих силумінових (на дверях) і нержавіючих сталевих (молдинги під лобовим і заднім склом, «підвіконні») деталей.
- На «другій серії» до набору були додані повний оклад лобового скла з трьох деталей (два бічні молдинги і один верхній) і аналогічний оклад заднього скла, виконані вони були з нержавіючої сталі. Крім того, оскільки ґрати радіатора стали робити штампованими зі сталевого листа, в базовій комплектації вони були фарбовані в колір кузова, а хромована також ставилася до набору експортного хрому (нині багато машин, які навіть не мають інших деталей поліпшеного оформлення, мають хромовані ґрати радіатора).
- На машини «третьої серії» в покращеному оформленні, крім всіх перерахованих вище елементів, ставили молдинги по верху крил, очевидно, намагаючись за рахунок додаткового декору залучити додаткових покупців для вже застарілої, за європейськими мірками, моделі. Зазвичай, молдинги передніх крил називають «стрілами» (через форми, — вони трохи нагадують лучні стріли, повернені оперенням вперед і втоплені до середини в крилі автомобіля), а задніх — «пір'я» чи «плавники» (також за зовнішньою аналогією). На передні крила були додані фігурні написи «Волга» (силумінове литво, хромування). Слід звернути увагу на те, що штатна решітка радіатора на версіях, позбавлених поліпшеного оформлення, як і на попередніх випусках, залишалася фарбованою під колір кузова.
- Для універсалу ГАЗ-22, додавалися широкі хромовані накладки під третім рядом вікон, що є продовженням поясного молдинга, інший комплект аналогічний.

Слід зауважити, що установка на «Волгу» елементів «люксового хрому» в усі часи була розповсюдженим тюнінгом. В даний час його набори є колекційною рідкістю.

### Експортні
«Волга» ГАЗ-21 була одним з перших масово експортованих радянських автомобілів.
Експортні автомобілі мали покращене оформлення, склад комплекту — згідно з роком випуску. Крім того, двигуни цих машин були форсовано на 10 к.с. або 5 к.с. щодо базової моделі (відповідно, 80 к.с. і 75 к.с. на ранніх випусках і 85 к.с. — на «III серії») за рахунок підвищення ступеня стиснення для роботи на якіснішому бензині з октановим числом 80.

### Несерійні модифікації
Також на заводі ГАЗ створювалися дослідні модифікації «Волги» з форкамерно-факельним запалюванням, системою впорскування палива, повнопривідні (на базі універсалу) і деякі інші.

#### «Волги» з повним приводом
Відомо порівняно велика кількість повнопривідних «Волг» як на базі седана, так і на базі універсала. Крім випущених ГАЗом п'яти універсалів 4х4 (один з яких, за деякими даними, використовувався Брежнєвим для виїздів на полювання, вони представляли собою переробки серійних машин того чи іншого виконання, виконані з використанням агрегатів від серійних повнопривідних позашляховиків.
Як правило, переробки зважаючи на свою порівняльної складності здійснювалися хоча і напівкустарними методами, але все ж силами різних організацій, так чи інакше тісно пов'язаних з ремонтом та обслуговуванням автомобілів — на ремзаводах і ремонтних базах, у відомчих майстеренях і гаражах, військових частинах і т. ін.

#### Інші модифікації
За кордоном відомі пікапи на базі «Волг» і навіть фургони-кемпери, проте невідомо, хто займався їх випуском (судячи з кількості і якості, це було масове виробництво).
Крім того, не зайвим буде згадати, що авторемонтна база в місті Сєвєродонецьку випустила на базі агрегатів ГАЗ-21 деяку кількість оригінальних автобусів «Старт» з склопластиковим кузовом, там же був розроблений легковий автомобіль «Зоря» на тих же агрегатах, але серійно не випускався.

## Опис конструкції

### Двигун
Двигун основної частини випуску М-21 і ГАЗ-21 — це ЗМЗ-21/21А. Він являв собою суцільноалюмінієвий верхньоклапанний нижньовальний двигун робочим об'ємом 2,445 л. Так як конструктивно він багато в чому аналогічний до широко відомих у наш час двигунів типу ЗМЗ-402.10 («Волга», «ГАЗель»), найпростіше описати особливості його конструкції через протиставлення саме з цим сімейством.
Головними особливостями ЗМЗ-21/21А є: головка блоку циліндрів з клапанами меншого діаметра і іншим розташуванням водяного насоса; двоступенева система очищення масла; впускний колектор прямокутного перерізу з кріпленням під однокамерний карбюратор; контактна система запалювання. Були й інші, менш помітні відмінності.
Потужність варіювалася від 70 к.с. і 80 к.с. (Ранні модифікації, звичайна та експортна комплектації) до 75 к.с. і 85 к.с. (Пізні модифікації) при ~4000 обертів на хвилину. Збільшення потужності на експортних модифікаціях досягалося шляхом зменшення висоти головки блоку циліндрів за умови використання більш високооктанового палива, доступного за кордоном. Крутний момент становив 166,7 Н·м на базовій модифікації і досягався в районі ~2200 оборотів в хвилину. Таким чином, за своєю характеристикою двигун близький до сучасних легкових дизелів, а не бензинових двигунів.
Двигун ЗМЗ-21А використовувався на мікроавтобусах РАФ і фургонах ЕрАЗ; останні випускалися ще в 1980-х роках. Ульяновський моторобудівний завод на його основі створив власний варіант двигуна УМЗ-451, протягом тривалого часу встановлювався на автомобілі марки УАЗ. Відмінності УМЗ-451 від ЗМЗ-21А мінімальні, особливо на перших випусках: на перший погляд, це один і той же двигун.

### Силова передача
Зчеплення було в цілому аналогічним, тому яке використовувалося на «Побєді», але отримало гідравлічний привід з підвісною педаллю. Зменшилася зусилля на педалі, була усунена проблема, пов'язана з підлоговим розташуванням педалі, коли волога і пил потрапляли в салон через проріз під нею в днищі.
Механічна коробка передач також по суті перейшла на «Волгу» від ГАЗ-М-20. Вона була триступеневою, тривальною, з синхронізаторами типу «Borg-Warner» на II і III передачах. Шестерні другої і третьої передач перебували в постійному зачепленні, а першої та заднього ходу — були легкими. III передача була конструктивно виконана прямій.
Надійність і довговічність цієї коробки передач були дуже високі, так як спочатку вона була розроблена для автомобіля вищого класу «ЗіМ» ГАЗ-М-12, що мав 3,5-літровий шестициліндровий двигун з великим крутним моментом, і тому мала чималі резерви міцності.
Слабкими ж місцями коробки передач були синхронизовані перша передача і система приводу (обидві проблеми були типові для автомобілів тієї епохи).
Автомобілів, штатно забезпечених чотириступеневими трансмісіями, не відомо.
Автоматична коробка передач встановлювалася на частину автомобілів першого випуску і вкрай невелике число — другого.

## Цікаві факти
ГАЗ-21 «Волга» була дуже бажаною в СРСР і тепер на пострадянському просторі.
ГАЗ-21 «Волга» купували для поліції країн Заходу — ФРН, Нідерландів та Бельгії.

## В ігровій і сувенірній індустрії
Масштабні моделі ГАЗ-21 в масштабі 1:43 в промислових масштабах в СРСР не вироблялись. Моделі ГАЗ-21/22 різних модифікацій випускались спочатку в одиничних екземплярах, а потім дрібносерійно лише декількома індивідуалами і фірмами. Особливо слід відмітити моделі ручної роботи виробництва фірм «Херсон-моделс» (Херсон), AD Hand-Models Built (Київ), «Кіммерія» (Херсон), «Російський варіант» (сьогодні не виробляється).
Масове виробництво моделей цього автомобіля веде китайська фірма IXO.
Досить якісні й достатньо дорогі (70—80$) моделі ГАЗ-21 і ГАЗ-22 в масштабі 1:43 випускає голландська фірма NEO. Їх відрізняє відмінна деталізація.
В 2010 році масштабна модель «Волги» ГАЗ-21 «другої серії» характерного фісташкового кольору вийшла в рамках проекту «Автолегенди СРСР» від видавництва «DeAgostini». Пізніше в рамках цієї ж серії вийшла модель ГАЗ-22 блакитного кольору. Наприкінці липня 2011 року вийшла ГАЗ-21 «першої серії» вишневого кольору, в листопаді 2012 року — третьої серії ГАЗ-21Р, насправді ГАЗ-21УС чорного кольору. В журнальній серії «Автомобіль на службі» вийшли міліцейська ГАЗ-21Р третьої серії (випуск № 2), таксі ГАЗ-21Т (випуск № 20) і медичний універсал ГАЗ-22Б (випуск № 60).
В середині листопада 2013 року в серії «Поліцейські машини світу» також від видавництва «DeAgostini» вийшла «Волга» першої серії в забарвленні «Міліція СРСР» 50-х років — темно-синя з червоною смугою на боці. Також в цій серії вийшла модель ГАЗ-22 у формі поліції Угорщини і ГАЗ-21Р у формі Народної міліції Болгарії.
В 2009 році фірма Yat Ming випустила в масштабі 1:24 чотири моделі ГАЗ-21, дві «першої серії» (вишнево-біла і зелена) і дві «третьої серії» (чорна і сіра).
Також в 2009 році фірмою IXO в рамках французької журнальної серії Rallye Monte-Carlo видавництва Altaya була випущена модель ГАЗ-21, яка брала участь в ралі 1964 року.
В травні 2012 року в масовий продаж поступила модель «Волги» ГАЗ-21 третьої серії в масштабі 1:43 від Autotime Collection. Незважаючи на деякі недоліки моделі (а саме, відсутні кватирки спереду, невдала форма вітрового скла), серед багатьох колекціонерів вважається набагато більш вдалою копією (частково через геометрію кузова), ніж аналогічна «Волга» від IXO.